# Elfgard Schittenhelm
Elfgard Schittenhelm (República Federal Alemana, 13 de septiembre de 1947) fue una atleta alemana especializada en la prueba de 4 x 100 m, en la que consiguió ser subcampeona europea en 1974.

## Carrera deportiva
En el Campeonato Europeo de Atletismo de 1974 ganó la medalla de plata en los relevos 4 x 100 metros, con un tiempo de 42.75 segundos, llegando a meta tras Alemania del Este (oro con 42.51 segundos que fue récord del mundo) y por delante de Polonia (bronce).